# Eccellenza Piemonte-Valle d'Aosta 2020-2021
Il campionato italiano di calcio di Eccellenza regionale 2020-2021 è il trentesimo organizzato in Italia. Rappresenta il quinto livello del calcio italiano.

## Stagione
Come confermato dal Comitato Regionale delle regioni Piemonte e Valle d'Aosta, la novità più rilevante per questa nuova stagione di campionato di Eccellenza, è senz'altro il passaggio da 32 a 36 squadre, suddivise in due gironi da 18 squadre.

### Avvenimenti
Alla retrocessa Verbania dalla Serie D/A, si aggregano al nuovo campionato d'Eccellenza le neopromosse Dufour Varallo, Settimo Calcio, A.S.D. Venaria Reale, Albese e Lucento. Vengono promosse in Serie D 2020-2021 Pont Donnaz Hône Arnad Evançon (PDHAE), Derthona e Saluzzo. Per completamento organico viene ripescata l'Acqui dal campionato di Promozione mentre vengono annullate le due retrocessioni della Fulgor Ronco Valdengo e della CBS Scuola Calcio avvenute nella stagione precedente. La Romentinese e Cerano cambia denominazione in A.S.D. RG Ticino.

## Girone A

### Squadre partecipanti
| Club                         | Città                    | Stadio                              | Stagione precedente              |
| ---------------------------- | ------------------------ | ----------------------------------- | -------------------------------- |
| Accademia Borgomanero 1961   | Borgomanero (NO)         | Stadio Fedele Margaroli             | 8º in Eccellenza/A.              |
| Alicese Orizzonti            | Alice Castello (VC)      | Stadio Luigi Salussolia             | 6º in Eccellenza/A.              |
| A.S.D. Aygreville            | Gressan (AO)             | Stadio Comunale                     | 3º in Eccellenza/A.              |
| A.S.D. Borgaro Nobis         | Borgaro Torinese (TO)    | Stadio Walter Righi                 | 4º in Eccellenza/A.              |
| A.S.D. Borgovercelli         | Borgo Vercelli (VC)      | Stadio Aldo Vigino                  | 2º in Eccellenza/A.              |
| A.S.D. Città di Baveno       | Baveno (VB)              | Stadio Comunale                     | 15º in Eccellenza/A.             |
| A.S.D. Dufour Varallo        | Varallo (VC)             | Stadio Giuseppe Bacci               | 1º in Promozione/A               |
| A.S.D. Fulgor Ronco Valdengo | Ronco Biellese (BI)      | Stadio Enzo Furno Marchese          | 16º in Eccellenza/A. (ripescato) |
| Le Grange Trino              | Trino (VC)               | Stadio Roberto Picco                | 12º in Eccellenza/A.             |
| La Biellese                  | Biella                   | Stadio Lamarmora                    | 10º in Eccellenza/A.             |
| G.S.D. La Pianese            | San Raffaele Cimena (TO) | Campo Sportivo Paolo Rava           | 7º in Eccellenza/A.              |
| A.S.D. Oleggio Sportiva      | Oleggio (NO)             | Stadio Fortina e Zanolli            | 9º in Eccellenza/A.              |
| A.S.D. Pro Eureka            | Settimo Torinese (TO)    | Stadio Comunale "Renzo Valla"       | 14º in Eccellenza/A.             |
| A.S.D. RG Ticino             | Romentino (NO)           | Stadio Comunale "Beretta e Muttini" | 5º in Eccellenza/A.              |
| Settimo Calcio               | Settimo Torinese (TO)    | Stadio Comunale "Primo Levi"        | 1º in Promozione/B               |
| A.S.D. Stresa Sportiva       | Stresa (VB)              | Stadio Luigi Forlano                | 11º in Eccellenza/A.             |
| A.S.D. Venaria Reale         | Venaria Reale (TO)       | Stadio Don Mosso                    | 2º in Promozione/B               |
| Verbania                     | Verbania                 | Stadio Carlo Pedroli                | 17º in Serie D/A                 |

### Classifica
|  | Pos. | Squadra               | Pt | G | V | N | P | GF | GS | DR  |
|  | ---- | --------------------- | -- | - | - | - | - | -- | -- | --- |
|  | 1.   | Stresa                | 16 | 7 | 5 | 1 | 1 | 14 | 3  | +11 |
|  | 2.   | Aygreville            | 15 | 6 | 5 | 0 | 1 | 16 | 4  | +12 |
|  | 3.   | RG Ticino             | 14 | 6 | 4 | 2 | 0 | 12 | 5  | +7  |
|  | 4.   | Venaria               | 13 | 6 | 4 | 1 | 1 | 10 | 7  | +3  |
|  | 5.   | La Pianese            | 12 | 6 | 3 | 3 | 0 | 13 | 9  | +4  |
|  | 6.   | Borgaro               | 12 | 7 | 3 | 3 | 1 | 17 | 9  | +8  |
|  | 7.   | Verbania              | 10 | 6 | 2 | 4 | 0 | 12 | 9  | +3  |
|  | 8.   | Biellese              | 10 | 6 | 3 | 1 | 2 | 9  | 7  | +2  |
|  | 9.   | Oleggio               | 7  | 6 | 1 | 4 | 1 | 6  | 10 | -4  |
|  | 10.  | Città di Baveno       | 7  | 7 | 2 | 1 | 4 | 9  | 13 | -4  |
|  | 11.  | Trino                 | 6  | 7 | 2 | 0 | 5 | 11 | 16 | -5  |
|  | 12.  | Borgomanero           | 6  | 6 | 2 | 0 | 4 | 14 | 15 | -1  |
|  | 13.  | Dufour Varallo        | 5  | 6 | 1 | 2 | 3 | 7  | 10 | -3  |
|  | 14.  | Borgovercelli         | 4  | 5 | 1 | 1 | 3 | 5  | 11 | -6  |
|  | 15.  | Pro Settimo & Eureka  | 4  | 6 | 1 | 1 | 4 | 8  | 14 | -6  |
|  | 16.  | Fulgor Ronco Valdengo | 3  | 6 | 1 | 0 | 5 | 6  | 18 | -12 |
|  | 17.  | Alicese Orizzonti     | 3  | 5 | 0 | 3 | 2 | 4  | 8  | -4  |
|  | 18.  | Settimo               | 3  | 6 | 0 | 3 | 3 | 7  | 12 | -5  |

Legenda:
      Promosso in Serie D 2021-2022.
      Ammessa ai play-off nazionali.
 Ai play-off o ai play-out.
      Retrocesso in Promozione Piemonte-Valle d'Aosta 2021-2022.
Regolamento:
Tre punti a vittoria, uno a pareggio, zero a sconfitta.
In caso di arrivo di due o più squadre a pari punti, la graduatoria verrà stilata secondo la classifica avulsa tra le squadre interessate che prevede, in ordine, i seguenti criteri:
- Punti negli scontri diretti.
- Differenza reti negli scontri diretti.
- Differenza reti generale.
- Reti realizzate in generale.
- Sorteggio.

Note:

## Girone B

### Squadre partecipanti
| Club                       | Città                    | Stadio                      | Stagione precedente              |
| -------------------------- | ------------------------ | --------------------------- | -------------------------------- |
| Acqui                      | Acqui Terme (AL)         | Stadio Jona Ottolenghi      | 3º in Promozione/D (ripescato)   |
| Albese                     | Alba (CN)                | Stadio San Cassiano         | 1º in Promozione/C               |
| Asti                       | Asti                     | Stadio Censin Bosia         | 5º in Eccellenza/B.              |
| S.S.D. Atletico Torino     | Torino                   | Sintetico Santa Rita        | 12º in Eccellenza/B.             |
| A.S.D. Benarzole           | Narzole (CN)             | Stadio Comunale             | 15º in Eccellenza/B.             |
| Canelli                    | Canelli (AT)             | Stadio Piero Sardi          | 10º in Eccellenza/B.             |
| U.S.D. Castellazzo Bormida | Castellazzo Bormida (AL) | Centrogrigio Sport Village  | 7º in Eccellenza/B.              |
| A.S.D. CBS Scuola Calcio   | Torino                   | Campo "Cavoretto"           | 16º in Eccellenza/B. (ripescato) |
| A.S.D. Chisola             | Vinovo (TO)              | Stadio Comunale Dino Marola | 8º in Eccellenza/B.              |
| A.S.D. Corneliano Roero    | Corneliano d'Alba (CN)   | Stadio Comunale             | 6º in Eccellenza/B.              |
| A.S.D. Giovanile Centallo  | Centallo (CN)            | Stadio Don Eandi            | 14º in Eccellenza/B.             |
| A.C.D. Lucento             | Torino                   | Stadio Franco Riconda       | 1º in Promozione/D               |
| A.S.D. US Moretta          | Moretta (CN)             | Stadio Comunale             | 13º in Eccellenza/B.             |
| A.S.D. Olmo                | Cuneo                    | Stadio Comunale             | 4º in Eccellenza/B.              |
| Pinerolo                   | Pinerolo (TO)            | Stadio Luigi Barbieri       | 3º in Eccellenza/B.              |
| A.C.D. Pro Dronero         | Dronero (CN)             | Stadio Filippo Drago        | 9º in Eccellenza/B.              |
| F.C.D. Rivoli Calcio       | Rivoli (TO)              | Stadio Giuseppe Vavassori   | 13º in Eccellenza/A.             |
| U.S.D. Vanchiglia          | Torino                   | Stadio Gaspare Tallia       | 11º in Eccellenza/B.             |

### Classifica
|  | Pos. | Squadra                  | Pt | G | V | N | P | GF | GS | DR  |
|  | ---- | ------------------------ | -- | - | - | - | - | -- | -- | --- |
|  | 1.   | CBS Scuola Calcio        | 15 | 7 | 5 | 0 | 2 | 8  | 7  | +1  |
|  | 2.   | Benarzole                | 13 | 7 | 4 | 1 | 2 | 21 | 13 | +8  |
|  | 3.   | Vanchiglia               | 12 | 7 | 3 | 3 | 1 | 11 | 7  | +4  |
|  | 4.   | Acqui                    | 11 | 6 | 3 | 2 | 1 | 11 | 7  | +4  |
|  | 5.   | Pinerolo                 | 10 | 5 | 3 | 1 | 1 | 6  | 2  | +4  |
|  | 6.   | Pro Dronero              | 10 | 4 | 3 | 1 | 0 | 9  | 3  | +6  |
|  | 7.   | Giovanile Centallo       | 10 | 6 | 3 | 1 | 2 | 5  | 5  | 0   |
|  | 8.   | Asti                     | 9  | 3 | 3 | 0 | 0 | 8  | 2  | +6  |
|  | 9.   | Lucento                  | 9  | 6 | 3 | 0 | 3 | 11 | 11 | 0   |
|  | 10.  | Olmo                     | 7  | 5 | 2 | 1 | 2 | 5  | 5  | 0   |
|  | 11.  | Moretta                  | 7  | 5 | 2 | 1 | 2 | 7  | 8  | -1  |
|  | 12.  | Corneliano Roero         | 7  | 7 | 2 | 1 | 4 | 10 | 10 | 0   |
|  | 13.  | Chisola                  | 4  | 2 | 1 | 1 | 0 | 7  | 3  | +4  |
|  | 14.  | Albese                   | 4  | 5 | 0 | 4 | 1 | 2  | 3  | -1  |
|  | 15.  | Canelli                  | 4  | 5 | 1 | 1 | 3 | 5  | 8  | -3  |
|  | 16.  | Castellazzo Bormida (-3) | 3  | 7 | 1 | 3 | 3 | 4  | 9  | -5  |
|  | 17.  | Atletico Torino          | 1  | 6 | 0 | 1 | 5 | 5  | 17 | -12 |
|  | 18.  | Rivoli                   | 0  | 7 | 0 | 0 | 7 | 3  | 18 | -15 |

Legenda:
      Promosso in Serie D 2021-2022.
 Ai play-off o ai play-out.
      Ammessa ai play-off nazionali.
      Retrocesso in Promozione Piemonte-Valle d'Aosta 2021-2022.
Regolamento:
Tre punti a vittoria, uno a pareggio, zero a sconfitta.
In caso di arrivo di due o più squadre a pari punti, la graduatoria verrà stilata secondo la classifica avulsa tra le squadre interessate che prevede, in ordine, i seguenti criteri:
- Punti negli scontri diretti.
- Differenza reti negli scontri diretti.
- Differenza reti generale.
- Reti realizzate in generale.
- Sorteggio.

Note:
Il Castellazzo Bormida ha scontato 3 punti di penalizzazione.

## Ripresa in primavera e nuovo Format
A marzo 2021 il Comitato regionale rende nota le modalità di ripresa con i nuovi format. Le società possono scegliere se riprendere oppure terminare la stagione, non ci saranno retrocessioni in Promozione.
Dopo le adesioni si formano due gironi Le prime di ogni girone saranno promosse in Serie D. 
La partenza è fissata per il 18 aprile, l'ultima giornata invece il 6 giugno. Per quanto riguarda gli orari si giocherà alle 15.30 ad aprile, alle 16.30 a maggio e alle 17 a giugno.

### Girone A

#### Classifica finale
|  | Pos. | Squadra              | Pt | G  | V | N | P | GF | GS | DR  |
|  | ---- | -------------------- | -- | -- | - | - | - | -- | -- | --- |
|  | 1.   | RG Ticino            | 23 | 10 | 7 | 2 | 1 | 27 | 9  | +18 |
|  | 1.   | Biellese             | 23 | 10 | 7 | 2 | 1 | 27 | 9  | +18 |
|  | 3.   | BorgoVercelli        | 20 | 10 | 6 | 2 | 2 | 20 | 12 | +8  |
|  | 4.   | Agreyville           | 16 | 10 | 4 | 4 | 2 | 19 | 18 | +1  |
|  | 5.   | Borgaro              | 16 | 10 | 5 | 1 | 4 | 13 | 14 | -1  |
|  | 6.   | LG Trino             | 16 | 10 | 4 | 4 | 2 | 14 | 11 | +2  |
|  | 7.   | Pro Settimo & Eureka | 13 | 10 | 4 | 1 | 5 | 15 | 16 | -1  |
|  | 8.   | Oleggio              | 11 | 10 | 3 | 2 | 5 | 12 | 21 | -7  |
|  | 9.   | Lucento              | 8  | 10 | 2 | 2 | 6 | 10 | 17 | -7  |
|  | 10.  | Atletico Torino      | 6  | 10 | 2 | 0 | 8 | 13 | 23 | -10 |
|  | 11.  | Doufur Varallo       | 2  | 10 | 0 | 2 | 8 | 4  | 24 | -20 |

Legenda:
       Promossa in Serie D 2021-2022.
Regolamento:
Tre punti a vittoria, uno a pareggio, zero a sconfitta.
In caso di arrivo di due o più squadre a pari punti, la graduatoria verrà stilata secondo la classifica avulsa tra le squadre interessate che prevede, in ordine, i seguenti criteri:
- Punti negli scontri diretti.
- Differenza reti negli scontri diretti.
- Differenza reti generale.
- Reti realizzate in generale.
- Sorteggio.

Note:

#### Spareggio
|           | Risultati |          | Luogo e data             |
| --------- | --------- | -------- | ------------------------ |
| RG Ticino | 2-1       | Biellese | Vercelli, 27 giugno 2021 |
|           |           |          |                          |

### Girone B

#### Classifica finale
|  | Pos. | Squadra             | Pt | G  | V | N | P | GF | GS | DR  |
|  | ---- | ------------------- | -- | -- | - | - | - | -- | -- | --- |
|  | 1.   | Asti                | 25 | 10 | 6 | 2 | 1 | 14 | 5  | +9  |
|  | 2.   | Cornelliano Roero   | 22 | 10 | 6 | 0 | 3 | 20 | 10 | +10 |
|  | 3.   | Canelli             | 18 | 10 | 5 | 2 | 2 | 17 | 12 | +5  |
|  | 4.   | Chisola             | 15 | 10 | 4 | 2 | 3 | 18 | 14 | +4  |
|  | 5.   | Pro Dronero         | 14 | 10 | 4 | 1 | 4 | 10 | 9  | +1  |
|  | 6.   | Albese              | 13 | 10 | 3 | 3 | 3 | 11 | 12 | -1  |
|  | 7.   | Olmo                | 12 | 10 | 3 | 2 | 4 | 13 | 17 | -4  |
|  | 8.   | Giovanile Centallo  | 11 | 10 | 2 | 2 | 5 | 9  | 14 | -5  |
|  | 9.   | Castellazzo Bormida | 10 | 10 | 1 | 3 | 5 | 9  | 14 | -5  |
|  | 10.  | CBS Scuola Calcio   | 6  | 10 | 1 | 3 | 5 | 9  | 24 | -15 |
|  | 11.  | Acqui               | 5  | 10 | 2 | 1 | 5 | 8  | 15 | -7  |

Legenda:
       Promossa in Serie D 2021-2022.
Regolamento:
Tre punti a vittoria, uno a pareggio, zero a sconfitta.
In caso di arrivo di due o più squadre a pari punti, la graduatoria verrà stilata secondo la classifica avulsa tra le squadre interessate che prevede, in ordine, i seguenti criteri:
- Punti negli scontri diretti.
- Differenza reti negli scontri diretti.
- Differenza reti generale.
- Reti realizzate in generale.
- Sorteggio.

Note: